# Otay Ranch
Otay Ranch es un área no incorporada ubicada en el condado de San Diego en el estado estadounidense de California.

## Geografía
Otay Ranch se encuentra ubicada en las coordenadas 32°37′0″N 116°59′7″O / 32.61667, -116.98528.